# 64-й меридіан східної довготи
64-й меридіан східної довготи — лінія довготи, що лежить на 64 градуси східніше Гринвіцького меридіана. Вона проходить від Північного полюса через Північний Льодовитий океан, Євразію, Індійський океан, Південний океан та Антарктиду до Південного полюса.
64-й меридіан східної довготи формує велике коло разом із 116-тим меридіаном західної довготи.

## Список географічних об'єктів, що перетинає 64° сх. д.
Починаючи на Північному полюсі та рухаючись до Південного полюса, 64-й меридіан східної довготи проходить через:
| Координати                                                 | Країна, територія або море | Примітки                                                                  |
| ---------------------------------------------------------- | -------------------------- | ------------------------------------------------------------------------- |
| 90°0′ пн. ш. 64°0′ сх. д. / 90.000° пн. ш. 64.000° сх. д.  | Північний Льодовитий океан |                                                                           |
| 80°57′ пн. ш. 64°0′ сх. д. / 80.950° пн. ш. 64.000° сх. д. | Росія                      | Земля Франца-Йосифа — проходить через острів Греем-Белл                   |
| 80°41′ пн. ш. 64°0′ сх. д. / 80.683° пн. ш. 64.000° сх. д. | Баренцове море             |                                                                           |
| 76°18′ пн. ш. 64°0′ сх. д. / 76.300° пн. ш. 64.000° сх. д. | Росія                      | Нова Земля — проходить через Північний острів                             |
| 75°41′ пн. ш. 64°0′ сх. д. / 75.683° пн. ш. 64.000° сх. д. | Карське море               |                                                                           |
| 69°33′ пн. ш. 64°0′ сх. д. / 69.550° пн. ш. 64.000° сх. д. | Росія                      |                                                                           |
| 54°18′ пн. ш. 64°0′ сх. д. / 54.300° пн. ш. 64.000° сх. д. | Казахстан                  |                                                                           |
| 43°37′ пн. ш. 64°0′ сх. д. / 43.617° пн. ш. 64.000° сх. д. | Узбекистан                 |                                                                           |
| 39°4′ пн. ш. 64°0′ сх. д. / 39.067° пн. ш. 64.000° сх. д.  | Туркменістан               |                                                                           |
| 36°2′ пн. ш. 64°0′ сх. д. / 36.033° пн. ш. 64.000° сх. д.  | Афганістан                 |                                                                           |
| 29°25′ пн. ш. 64°0′ сх. д. / 29.417° пн. ш. 64.000° сх. д. | Пакистан                   | Белуджистан                                                               |
| 25°20′ пн. ш. 64°0′ сх. д. / 25.333° пн. ш. 64.000° сх. д. | Індійський океан           |                                                                           |
| 60°0′ пд. ш. 64°0′ сх. д. / 60.000° пд. ш. 64.000° сх. д.  | Південний океан            |                                                                           |
| 67°31′ пд. ш. 64°0′ сх. д. / 67.517° пд. ш. 64.000° сх. д. | Антарктида                 | Проходить через Австралійську антарктичну територію (претендує Австралія) |